# Gary Schull
Gary Walter Schull, (nacido el 18 de diciembre de 1944 en  Willow Grove, Pensilvania y fallecido el 9 de junio de 2005 en Melbourne) fue un jugador de baloncesto estadounidense. Con 2.01 metros de estatura, jugaba en la posición de pívot. 